# Milena Gabanelli
Milena Jole Gabanelli (Nibbiano, 9 de junio de 1954) es una periodista y presentadora de televisión italiana. Ha colaborado como freelance con RAI en programas de investigación televisiva y más tarde con el Corriere della Sera, donde se ocupa de Dataroom, y La7.

## Biografía
Vivió hasta 19 años en Desio, en Brianza, luego se mudó a Bolonia, donde se graduó de DAMS con una tesis sobre historia del cine.
Ha colaborado con RAI desde 1982, comenzando con la creación de programas de actualidad para la tercera red regional.
A principios de los años noventa Milena Gabanelli participó en la introducción en Italia de los nuevos cánones del vídeo-periodismo, que trabaja solo con una cámara de mano, lo que crea un estilo más directo en las entrevistas y en general en la forma de hacer que los programas de televisión. 

### Speciale Mixer
En 1989 comenzó su colaboración para la transmisión de Giovanni Minoli Speciale Mixer. Su primer trabajo fue en China, luego Vietnam y Camboya. En 1990 hizo un reportaje en la isla Pitcairn, donde todavía viven los descendientes de los amotinados del Bounty, cin quienes convivió durante un mes. Luego realizó un reportaje en la India sobre tráfico de riñones, los deformador de Semipalatinsk (en Kazajistán, donde durante 40 años hicieron pruebas atómicas), la yakuza japonesa, entre otros.

### Corresponsal de guerra
Como corresponsal de guerra, Milena Gabanelli fue a varias regiones del mundo donde hubo conflictos armados para documentar las atrocidades cometidas y la difícil vida de los sobrevivientes. Estos incluyen: la ex Yugoslavia, Camboya, Vietnam, Birmania, Sudáfrica, Nagorno Karabakh, Mozambique, Somalia, Chechenia. 

### Professione Reporter
En 1994, Giovanni Minoli le ofreció que se encargue de un programa experimental en Rai 2 Professione Reporter, que hasta 1996 transmitió los servicios realizados por nuevos talentos del vídeo-periodismo. El programa tiene métodos de producción particulares: utiliza en parte medios internos (para el diseño y edición del programa) y medios externos, es decir, la compra de servicios a autores independientes, que pagan los costos y trabajan de forma independiente, incluso bajo la supervisión de los gerentes de Rai.

### Report
En 1997 nació Report, transmitido por Rai 3, en el momento dirigido por Giovanni Minoli, del cual es autora y presentadora. Con los años, el programa se ha convertido en el formato de periodismo de investigación más popular en Italia. Se ocupa principalmente de cuestiones de carácter económico, pero también temas relacionados con la salud, la justicia, las ineficiencias en los servicios públicos y cuestiones relacionadas con el crimen organizado: ecomafia, servicios secretos, etc. 
La transmisión también estuvo sujeta a demandas debido a los delicados temas tratados.
Entre los mayores problemas que tuvo para sus investigaciones periodísticas con Report fue la controversia con los Ferrocarriles del Estado, que reclamó daños por 60 mil millones de liras.
El 28 de noviembre de 2016 condujo su último episodio de Report y, despidiéndose con el público, anunció que a partir del año siguiente su coautor Sigfrido Ranucci dirigiría el programa.
Estar al frente de Report durante muchos años le otorgó popularidad. En abril de 2013, fue la más votada en la consulta interna a los miembros del Movimiento 5 Estrellas para identificar a su candidato a la Presidencia de la República Italiana. Al considerarse inadecuado para el papel de jefe de Estado, decidió renunciar a su candidatura.

### Colaboración conCorriere della Seray LA7
En 2017 renunció a RAI por desacuerdo sobre su papel como periodista de la empresa. Comenzó una colaboración con Corriere della Sera, para la cual editó una columna titulada Dataroom, y fue columnista de Sette. 
En septiembre de 2018 comenzó su colaboración con la noticia de La7 dirigida por Enrico Mentana: todos los lunes se reanudará un episodio de Dataroom y el director le hará algunas preguntas sobre el tema abordado; los dos medios son parte del mismo grupo editorial controlado por Urbano Cairo.

## Premios y reconocimientos
- 2000,  Premiolino
- 2001,  Premio Ilaria Alpi
- 2002,  Premio Ilaria Alpi (conferido por los críticos)
- 2002,  Premio Mario Francese, presentado en Palermo por orden de periodistas
- 2003,  Premio Flaiano - presentado en Pescara
- 2003,  Premio de periodista Roberto Ghinetti, asignado a San Miniato
- 2003,  Premio Rocco Chinnici
- 2005,  Premio INU, con motivo del XXV Congreso Nacional de INU (Infraestructuras, Ciudades y Territorios)
- 2005,  Premio San Vicente, otorgado por el expresidente de la República Carlo Azeglio Ciampi
- 2005,  "Zolfanello d'oro" por el alcalde de Dogliani
- 2006,  "UN VA A ZEZZ 2006" Reconocimiento de Riolo Terme de AVIS y PRO LOCO
- 2007,  Premio Max David a Enviado Especial, organizado por la Asociación Max David de Periodismo
- 2007, Premio Città di Sasso Marconi por los derechos de comunicación y ciudadanía
- 2007,  Premio Martinetto (otorgado por la Academia de Ciencias de Turín )
- 2008,  Premio "È periodismo" [16]
- 2008,  Premio Bravo Presentatore
- 2008,  renuncia al Premio de Comunicación vinculado al "Premio Literario Internacional Mondello, Ciudad de Palermo", con las siguientes motivaciones: " Me gustaría otorgar el premio que el Rector de la Universidad de Iulm pretende otorgar a un colega más joven y merecedor (...). Creo que al otorgar un premio es necesario identificar a aquellos a quienes se debe brindar apoyo cuando más lo necesitan, porque es una inversión en el futuro profesional de ese periodista aún poco conocido. Estoy seguro de que Sabrina Giannini hablará mucho en los próximos años. " Y así, Sabrina Giannini recibirá el Premio de Comunicación y Milena Gabanelli el Premio Especial del Presidente del Jurado, Giovanni Puglisi.[17]
- 2009,  Premio Bravo Presentatore
- 2009, "Premio Luigi Barzini" conferido el 9 de mayo en Orvieto
- 2010,  "Premio Venere Donna 2010", Portovenere
- 2010,  "Premio Trabucchi alla Passione Civile", Illasi (VR)
- 2011,  Premio Pio Manzù, Rimini. Presidido por Mijaíl Gorbachov
- 2011,  Premio Sling de madera otorgado a Albenga
- 2012,  "x Premio Reporteros del Mundo", Madrid

### Obras
- Gabanelli, Milena. (1983). Brigitte Bardot. Gremese G. ISBN 8876050930. OCLC 797634259.
- Comazzi, Alessandra. (2002). Le inchieste di Report : le mani sulla salute. Milano. ISBN 8820032791. OCLC 801311676.
- Gabanelli, Milena. (2005). Le inchieste di Report. Rizzoli. ISBN 8817008761. OCLC 799544685.
- Gabanelli, Milena.; Giannini, Sabrina.; Iovene, Bernardo. (2007). Cara politica : come abbiamo toccato il fondo : le inchieste di Report. [Italia]. ISBN 9788817019293. OCLC 799825285.
- Gabanelli, Milena. (2009). Ecofollie : per uno sviluppo (in)sostenibile. Rizzoli. ISBN 9788817023771. OCLC 799965776.

- Datos: Q47522
- Multimedia: Milena Gabanelli / Q47522